# Stormsrivier
Stormsrivier è una cittadina sudafricana situata nella municipalità distrettuale di Sarah Baartman nella provincia del Capo Orientale.

## Geografia fisica
Il piccolo centro abitato sorge nel parco nazionale di Tsitsikamma a circa 160 chilometri a ovest della città di Port Elizabeth.